# Остров Харли
О́стров Ха́рли — остров архипелага Земля Франца-Иосифа. Наивысшая точка — 82 метра. Административно относится к Приморскому району Архангельской области России.

## Расположение
Остров Харли входит в состав островов Зичи. Расположен в центральной части архипелага в 15 километрах к востоку от острова Джексона.

## Описание
Остров Харли относительно плоский, до 82 метров в центральной части, вытянутой узкой формы, 10 километров от северного мыса Астрономического до южной оконечности. Практически вся территория острова свободна ото льда. В северной части на берегу небольшого озера Ширшова расположен астрономический пункт.
Чуть южнее находится небольшой остров Леваневского, а северо-восточнее малый остров Оммани.
Был открыт во время экспедиции Джексона-Хармсворта. Назван полярным исследователем Фредериком Джексоном в честь британского врача Джорджа Харли.